# Rodrigo Marangoni
Rodrigo Marangoni (Paraná, Entre Ríos, Argentina, 21 de febrero de 1978) es un exfutbolista argentino. Jugaba de mediocampista y su último club fue Real Cartagena.

## Trayectoria
El "Maranga" como prefiere ser llamado, debutó en 1997/1999 con el club argentino Vélez Sársfield, en 1998 estuvo en el club argentino Atlanta, en 2000 en el club argentino Arsenal de Sarandí, en 2001 en el club argentino Club Almirante Brown, en 2002 en el club boliviano Club Aurora, en 2003 en el club argentino Club Atlético Douglas Haig, en 2004 en el club argentino Club Social y Atlético Guillermo Brown, en 2006 en el club colombiano Atlético Huila, en 2008 el club colombiano Club Deportes Tolima, en 2011 en el club ecuoatoriano Barcelona Sporting Club, en 2011 en el club argentino Club de Gimnasia y Esgrima La Plata, en 2012 en el club Real Cartagena. Actualmente es Director técnico de Asociación de Técnicos del Fútbol Argentino. 

### Deportes Tolima
Arribó a la final del Torneo Finalización 2010 en donde no pudo evitar que su club de momento, el Deportes Tolima perdiera la final con el Once Caldas de  Manizales donde finalmente se obtendría el Subcampeonato del Torneo Finalización. Al concluirse el Torneo Finalización 2010 terminó su contrato con el Deportes Tolima.
Rodrigo, en su periodo con el Deportes Tolima convierte 2 goles en la edición de la Copa Sudamericana 2010, anotando 1 de los 3 tantos con los que el "Vinotinto y Oro" vence en la Vuelta de los Octavos de final de dicho torneo al club argentino Banfield; con lo cual le da la clasificación a los cuartos de final. Anota 1 gol más en el empate ante Club Atlético Independiente por el partido de ida de los cuartos de final. Con el Deportes Tolima gana fama y a la vez temor de los rivales por sus infalibles cobros de tiros libres con pierna izquierda. Es un excelente jugador y cobrador de tiros libres y en el tiempo en el que jugó en el Deportes Tolima anotaría más de 30 goles.

### Barcelona Sporting Club
Decidió vincularse con el Barcelona Sporting Club de cara a la temporada 2011 del fútbol ecuatoriano.

### Resumen
Las mejores campañas de Marangoni fueron con el fútbol internacional primero en la temporada 2002/03 con el Club Aurora de Bolivia donde anotó 27 goles en 66 partidos, luego durante cinco temporadas en el fútbol de Colombia donde marcaría 17 goles en 66 partidos jugando para el Atlético Huila y donde es más recordado, el Deportes Tolima donde convirtió 33 goles en 110 partidos.
Se retiró en 2013 jugando para el Real Cartagena tras estar como jugador activo durante 16 temporadas. La mayoría de goles que anotó fueron de tiro libre.

## Clubes
| Club                    | País                 | Año                  | Goles |
| ----------------------- | -------------------- | -------------------- | ----- |
| Vélez Sársfield         | Argentina            | 1997 - 1998          | 0     |
| Atlanta                 | Argentina            | 1998                 | 2     |
| Vélez Sársfield         | Argentina            | 1999 - 2000          | 1     |
| Arsenal de Sarandí      | Argentina            | 2000 - 2001          | 1     |
| Almirante Brown         | Argentina            | 2001 - 2002          | 1     |
| Aurora                  | Bolivia              | 2002 - 2003          | 27    |
| Douglas Haig            | Argentina            | 2003 - 2004          | 4     |
| Guillermo Brown         | Argentina            | 2004 - 2006          | 16    |
| Atlético Huila          | Colombia             | 2006 - 2008          | 17    |
| Deportes Tolima         | Colombia             | 2008 - 2010          | 33    |
| Barcelona Sporting Club | Ecuador              | 2011                 | 5     |
| Gimnasia y Esgrima (LP) | Argentina            | 2011                 | 0     |
| Real Cartagena          | Colombia             | 2012 - 2013          | 1     |
| Total Goles Anotados    | Total Goles Anotados | Total Goles Anotados | 108   |

### Resumen estadístico
| Competición                  | Partidos | Goles | Promedio |
| ---------------------------- | -------- | ----- | -------- |
| Primera División de Colombia | 170      | 48    | 0.28     |
| Primera División de Bolivia  | 66       | 27    | 0.41     |
| Primera División Argentina   | 18       | 1     | 0.06     |
| Primera División de Ecuador  | 16       | 5     | 0.31     |
| Segunda División Argentina   | 53       | 4     | 0.08     |
| Segunda División de Colombia | 13       | 1     | 0.08     |
| Tercera División Argentina   | 75       | 20    | 0.27     |
| Copa Colombia                | --       | --    | --       |
| Copa Argentina               | 1        | 0     | 0.00     |
| Copa Sudamericana            | 6        | 2     | 0.33     |
| Consolidado Total            | 418      | 108   | 0.26     |